# 鈴木博美 (陸上選手)
鈴木 博美（すずき ひろみ、現姓：伊東、1968年12月6日 - ）は、1990年代に活躍した元陸上競技（長距離走・マラソン）女子選手。千葉県千葉市花見川区出身（ただし生誕地は福島県）。
1992年バルセロナオリンピックと1996年アトランタオリンピックは女子10000m代表として出場。1997年の世界陸上選手権アテネ大会女子マラソンでは金メダルを獲得したランナーである。有森裕子はチームの先輩、高橋尚子や小出正子らは後輩にあたる。
夫は男子100m元陸日本記録保持者で、1998年バンコクアジア大会で3個の金メダルを獲得した甲南大学准教授の伊東浩司（学年は鈴木が1年先輩）。現在二児の母親でもある。また、鈴木と同じ1968年生まれで活躍した日本女子陸上選手に松野明美・真木和（2018年10月、49歳で病死）・弘山晴美がおり、4人揃って「四天王」とも言われた。

## 経歴
名将・小出義雄に素質を見出され、早くから活躍。陸上競技の名門校である千葉県の市立船橋高校を卒業後、リクルートを経て積水化学に所属。

### バルセロナ・アトランタ両五輪代表選出
1992年8月、バルセロナオリンピック女子10000m代表に選ばれたが、直前の足の故障により予選落ちに終わる（決勝進出の真木和は12位、五十嵐美紀は14位）。その3年後の1995年8月、世界陸上イェーテボリ大会女子10000mの代表に選出。鈴木にとって初めての世界陸上であったが、本番の10000mでは予選も決勝も終始落ち着いた走りを見せる。その決勝レースでは中盤優勝争いからは脱落するもマイペースを維持。そして終盤鈴木はペースを上げると順位が上がっていき、結果8位入賞を果たす。
翌1996年1月28日、アトランタオリンピックの選考レースである大阪国際女子マラソンに初めてフルマラソンに出走した。前半のややスローなペースには楽につき、後半のペースアップにも対応していたが、優勝したカトリン・ドーレ（ ドイツ）の終盤でのラストスパートにはついていけず、惜しくも2位だった。ゴール記録は同五輪選考レースの最高タイムであったが、負けたこととマラソンの実績が乏しかった理由により、女子マラソン代表は落選となった（奇しくも女子マラソン三番目の代表は、同じリクルート所属の先輩である有森裕子と競り合う形となった。補欠は安部友恵）。
同年の日本選手権では女子10000mに出場、長距離トラックでの五輪出場へ方向転換を図る。レース後半は同じく10000m代表となる千葉真子、川上優子とのデッドヒートとなるが、最後は鈴木がわずかに抜け出して優勝、当時の日本記録を樹立した。これによりアトランタ五輪女子10000m日本代表に2大会連続で選出された。五輪本番では予選は余裕に通過したものの、決勝はレース前半で早くも遅れ始めて入賞争いに加われず、結局16位に終わった（他の日本女子選手は千葉が5位、川上が7位と二人同時入賞の成績となる）。

### 世界陸上アテネ大会・女子マラソンで優勝
翌1997年3月9日、世界陸上アテネ大会・女子マラソン日本代表選出を目指して、名古屋国際女子マラソンに出走。初マラソンの大阪よりもかなりのスローペースとなり、記録よりも勝負だけのレースとなる。後半で集団がペースが上がると鈴木もついていき、ゴール直前は優勝したマディナ・ビクタギロワ（ ロシア）との一騎討ちとなったが、瑞穂陸上競技場へ入ると同時に徐々に離され、再び2位となった。しかし同年より世界陸上のマラソン代表は1か国最大3人から5人と増えたため、鈴木の念願だったマラソンでの世界代表入りを果たした（鈴木の後輩である高橋尚子も同アテネ大会に女子5000mで初の世界代表入りとなる）。
1997年8月9日の世界陸上アテネ大会・女子マラソン本番は、酷暑の厳しい気象条件のレースとなった。しかし鈴木は走っている最中「暑さは全く感じなかった」という。下り坂を走るのが苦手という鈴木は、32km付近から延々続く下り坂の手前、上り坂の途中だった27km過ぎで自らロングスパートをかける。すると前回1995年の世界陸上イェーテボリ大会・女子マラソン金メダリストのマヌエラ・マシャド（ ポルトガル）ら他の選手達は誰もついていけず、鈴木の独走となった。その後も鈴木の持ち味であるスピードは全く衰えずに快走、2時間29分48秒のタイムでフルマラソン初優勝を飾った。世界陸上では1993年8月の浅利純子以来、日本女子としては二人目の金メダリストとなった。なお、翌1998年2月の長野オリンピック開会式では、最終点火者の伊藤みどり（女子フィギュアスケート五輪銀メダリスト）へ聖火をつなぐ、聖火ランナーの大役を務めている。
1999年8月29日開催の世界陸上セビリア大会・女子マラソンは、前アテネ大会のディフェンディングチャンピオン・ワイルドカードでの出場権があったが、足の故障による調整不足と、同チームメイトの高橋尚子がエントリーしていたこと（結局レース直前で怪我により欠場）もあって出場辞退。翌2000年9月24日開催のシドニーオリンピック（女子マラソンでは高橋が日本女子陸上選手として初の金メダル獲得）で、再度マラソンでの五輪出場を狙い、1999年11月21日の東京国際女子マラソンに出走。しかし、レース序盤からハイペースで飛ばす山口衛里、千葉真子に全くついていけなかった。その後も先頭を走る山口との差は開く一方となり、結局9位に終わる。ゴール後鈴木の両足には血マメが潰れ、かなりの出血でシューズの中と靴下が真っ赤に染まる有様だった。鈴木はその後の女子長距離トラック競技の選考会へも結局エントリーせず、シドニー五輪代表入りを断念。3大会連続の五輪出場はならなかった。

### 現役引退後
2001年9月、短距離のスペシャリストであった伊東浩司との結婚を機に、陸上競技選手からの第一線を退いた。その後2005年に長男を出産してからは主婦業に専念する傍ら、各地の市民マラソン大会にゲストランナーとしての出場や、某新聞のコラムを執筆するなどの活動も行っている。
2007年8月25日、世界陸上大阪大会の開会式へ、谷口浩美・浅利純子と共に世界陸上の歴代優勝者としてゲスト出演した。
2019年4月24日、市立船橋高校在学から実業団のリクルート・積水化学所属時まで、現役時代に指導を受け続けていた恩師・小出義雄が肺炎により80歳で病死。その訃報に関し「練習嫌いな私を諦める事無く、根気強く育てて頂いた。どれだけの情熱を持ってご指導にあたって下さったかを知り、今はただ感謝しかない」と、追悼のコメントを発表。4月28日に小出の葬儀に参列した鈴木は「今でも信じられない気持ち」「監督が入院後『鈴木に（五輪の）金メダルを獲らせてあげたかった』と言っていた」と健気に語り、翌4月29日には有森・高橋・実娘の小出正子らと共に、悲しみを堪えつつ小出の棺を運んでいた。

## 主な成績
- 1992年08月 バルセロナオリンピック女子10000m 34分29秒64／予選落ち
- 1995年08月 イェーテボリ世界陸上選手権女子10000m 31分54秒08／8位入賞
- 1996年01月 大阪国際女子マラソン 2時間26分27秒／2位（初マラソン、自己最高記録）
- 1996年06月 日本選手権女子10000m 31分19秒40／優勝（当時日本新記録）
- 1996年07月 アトランタオリンピック女子10000m 32分43秒39／16位
- 1997年03月 名古屋国際女子マラソン 2時間29分36秒／2位
- 1997年08月 アテネ世界陸上選手権女子マラソン 2時間29分48秒／優勝（金メダル獲得）
- 1998年08月 北海道マラソン（小出監督の伴走で出走、3時間17分47秒でゴールするも記録は途中棄権扱い）
- 1999年11月 東京国際女子マラソン 2時間31分29秒／9位

## 著書
- 『最強ランナーの法則』（伊東浩司(共著)、山口典孝(監修)、MCプレス、2006/7、ISBN 978-4901972536）
- 『最強ランナーの法則　新版』（伊東浩司(共著)、山口典孝(監修)、毎日コミュニケーションズ、2009/7、ISBN 978-4839933067）